# Thievery Corporation
Thievery Corporation — музыкальный дуэт из Вашингтона.
Участники: Роб Гарза и Эрик Хилтон. Музыкальный стиль Thievery Corporation представляет собой смесь даба, эйсид-джаза, регги, индийской классической и бразильской музыки (в частности босса-новы).
Группа была образована летом 1995 года в Вашингтоне. Пятый студийный альбом группы, Radio Retaliation (2008), получил номинацию на премию «Грэмми». 28 июня 2011 года вышел шестой студийный альбом группы под названием Culture of Fear.

## Дискография

### Альбомы
По состоянию на 2020 год дуэт выпустил 12 альбомов и сборник ремиксов:
- 1996 — Sounds from the Thievery Hi-Fi (ESL Music; 24 издания)
- 2000 — The Mirror Conspiracy (ESL Music; 24 издания)
- 2002 — The Richest Man in Babylon (ESL Music; 17 изданий)
- 2004 — Babylon Rewound (ESL Music; 5 изданий)
- 2005 — The Cosmic Game (ESL Music; 15 изданий)
- 2006 — Versions[англ.] (ESL Music; сборник ремиксов, 3 издания)
- 2008 — Radio Retaliation (ESL Music; 6 изданий)[3]
- 2011 — Culture of Fear (ESL Music; 12 изданий)
- 2014 — Saudade (ESL Music; 9 изданий)
- 2017 — The Temple of I and I (ESL Music; 5 изданий)
- 2017 — Live From London Roundhouse (Live Here Now; 3 издания)
- 2018 — Treasures From The Temple (ESL Music; 5 изданий)
- 2020 — Symphonik (ESL Music; 3 издания)[4]

### Синглы и EP
- «2001: A Spliff Odyssey» (1996)
- «Dub Plate, Vol. 1» (1996)
- «The Foundation» (1996)
- «Lebanese Blonde» (1998)
- «DC 3000» (1999)
- «It Takes a Thief» (1999)
- «Focus on Sight» (2000)
- «The Lagos Communique» (2000)
- «Shadows of Ourselves» (2000)
- «Bossa Per Due» (2001)
- «Sol Tapado» (2005)
- «Revolution Solution»
- «Warning Shots»
- «The Heart’s a Lonely Hunter»
- «The Richest Man in Babylon»
- «Halfway Around the World»
- «Incident at Gate 7»
- «Encounter in Bahia»
- «ESL Dubplate»
- «Shaolin Satellite»
- «Chaplin Swankster»
- «Originality»
- «Supreme Illusion» (2007)
- «Voyage Libre» (2018)

### Сборники
- Dubbed Out in DC (1997)
- Covert Operations (1998)
- Abductions and Reconstructions (1999)
- Jet Society (1999)
- Rare Tracks: 18th Street Lounge (1999)
- DJ-Kicks: Thievery Corporation (1999)
- Thievery Corporation and Revolution Present: Departures (2000)
- Sounds from the Verve Hi-Fi (2001)
- Modular Systems (2001)
- Den of Thieves (2003)
- The Outernational Sound (2004)
- Frequent Flyer: Rio De Janeiro (2004)
- Babylon Rewound (2004)
- Frequent Flyer: Kingston Jamaica (2005)
- Red Hot + Latin: Silencio = Muerte Redux (2006)
- Changed To Lo-Fi (2006)
- Warning Shots: Digibox Set (2007)
- It Takes A Thief: The Very Best of Thievery Corporation (2010)